# Léon Thébault
Pour les articles homonymes, voir Thébault.
Léon Thébault, né le 12 septembre 1893 à Piré-sur-Seiche (Ille-et-Vilaine) et mort le 14 juillet 1971 à Janzé (Ille-et-Vilaine), est un avocat et homme politique français.

## Biographie
Léon Marie Joseph Thébault est le fils de Julien Thébault, cultivateur à Piré-sur-Seiche, et d'Anne Marie Thébault. Il commence son service militaire en 1913 à la suite du vote de la Loi des Trois ans et participe donc aux combats dès le début de la guerre. Sa bravoure lui vaut de monter assez rapidement en grade, mais il est blessé lors de la Bataille des monts de Champagne, où, atteint par des éclats de grenade, il devient définitivement aveugle le 10 mai 1917. Après être passé par le centre de rééducation des aveugles de guerre, il devient avocat à Rennes, et sera bâtonnier en 1947. Maire de Janzé, conseiller général du canton de Janzé, il est député d'Ille-et-Vilaine de 1930 à 1936, inscrit au groupe de la Gauche indépendante.

## Vie privée
Il se marie le 27 mars 1940 à Piré-sur-Seiche  puis en secondes noces le 27 mars 1940 à Maion-Alfort (Seine).

## Sources
1. 1 2  « Acte de naissance », sur archives-en-ligne.ille-et-vilaine.fr (consulté le 29 septembre 2024), p. 14

- « Léon Thébault », dans le Dictionnaire des parlementaires français (1889-1940), sous la direction de Jean Jolly, PUF, 1960 [détail de l’édition]

- Ressources relatives à la vie publique :   - base Léonore
  - Base Sycomore